# Флаг Саранска
Флаг городского округа Сара́нск Республики Мордовия Российской Федерации — опознавательно-правовой знак, служащий официальным символом муниципального образования.
Ныне действующий флаг утверждён 3 февраля 2011 года и внесён в Государственный геральдический регистр Российской Федерации с присвоением регистрационного номера 9244.

## Описание
«Флаг городского округа Саранск представляет собой прямоугольное полотнище белого цвета с соотношением ширины к длине 2:3, в центре которого — три расположенных вертикально стрелы красного цвета наконечниками вниз, ниже которых — идущая к древку лиса красного цвета».

## История
В основу действующего и предыдущего флагов городского округа Саранск положен исторический герб города Саранска, Высочайше утверждённый 28 мая (8 июня) 1781 года вместе с другими гербами городов Пензенского наместничества: «В серебряном поле красная лисица и три стрелы».
Описание первого флага, утверждённого 10 сентября 2008 года решением Совета депутатов городского округа Саранск № 140, гласило:
«Флаг городского округа Саранск представляет собой прямоугольное полотнище, состоящее из расположенных горизонтально в последовательности сверху вниз трёх полос белого, маренового (тёмно-красного) и тёмно-синего цветов.
Ширина верхней полосы составляет 2/3 ширины флага. По центру верхней полосы расположено одностороннее изображение основного элемента герба городского округа Саранск, представляющего собой красную (червленую) лису с серебряными глазами, над которой три красных (червленых) стрелы друг возле друга в столб наконечниками вниз.
Нижние полосы по размеру одинаковы. Ширина каждой из них составляет 1/6 ширины флага.
Соотношение ширины к длине 2:3».
3 февраля 2011 года, по рекомендации Геральдического совета при Президенте Российской Федерации, решением Совета депутатов городского округа Саранск № 675, были утверждены новые, ныне действующие, рисунок и описание флага городского округа Саранск.